# Achsarbek Gulajev
Achsarbek Gulajev (en ruso: Ахсарбек Гулаев; 23 de agosto de 1997) es un deportista eslovaco, de origen ruso, que compite en lucha libre.
Ganó una medalla de bronce en el Campeonato Mundial de Lucha de 2024 y dos medallas en el Campeonato Europeo de Lucha, en los años 2021 y 2025.

## Palmarés internacional
| Campeonato Mundial | Campeonato Mundial      | Campeonato Mundial | Campeonato Mundial |
| Año                | Lugar                   | Medalla            | Categoría          |
| ------------------ | ----------------------- | ------------------ | ------------------ |
| 2024               | Tirana (Albania)        | Medalla de bronce  | 79 kg              |
| Campeonato Europeo |                         |                    |                    |
| Año                | Lugar                   | Medalla            | Categoría          |
| 2021               | Varsovia (Polonia)      | Medalla de oro     | 79 kg              |
| 2025               | Bratislava (Eslovaquia) | Medalla de bronce  | 79 kg              |